# Kirill Pawlowitsch Suslow
Kirill Pawlowitsch Suslow (russisch Кирилл Павлович Суслов; * 26. Oktober 1991 in Wyssokowsk) ist ein russischer Fußballspieler.

## Karriere
Suslow begann seine Karriere bei ZSKA Moskau. Zur Saison 2011/12 wechselte er zum Drittligisten Dynamo Barnaul. Für Barnaul kam er zu 18 Einsätzen in der Perwenstwo PFL. Zur Saison 2012/13 schloss er sich dem Zweitligisten Spartak Naltschik an. Im April 2013 gab er dann sein Debüt in der Perwenstwo FNL. In seiner ersten Zweitligaspielzeit absolvierte er vier Spiele. In der Saison 2013/14 kam er zu 17 Einsätzen, Naltschik wurde nach Saisonende aus der FNL ausgeschlossen.
Suslow blieb aber in der Liga und wechselte zur Saison 2014/15 zum PFK Sokol Saratow. In Saratow absolvierte er 13 Zweitligaspiele. Zur Saison 2015/16 zog er zum Ligakonkurrenten Kamas Nabereschnyje Tschelny weiter. Für die Tataren spielte er bis zur Winterpause 14 Mal in der FNL. Im Januar 2016 wechselte der Abwehrspieler nach Norwegen zum Zweitligisten Kongsvinger IL. In seiner ersten Saison im Ausland kam er zu 25 Einsätzen in der 1. Division. In der Saison 2017 machte er neun Spiele.
Im Januar 2018 kehrte Suslow nach Russland zurück, wo er sich dem Erstligisten Amkar Perm anschloss. Für Amkar absolvierte er aber nur ein Pflichtspiel, in der Liga blieb er ohne Einsatz. Nach der Saison 2017/18 löste sich der Verein auf. Zur Saison 2018/19 wechselte der Innenverteidiger dann zum Zweitligisten FK Lutsch Wladiwostok. In Wladiwostok kam er bis zur Winterpause zu 21 Zweitligaeinsätzen. Im Januar 2019 wechselte er zum Ligakonkurrenten FK SKA-Chabarowsk. In Chabarowsk absolvierte er bis Saisonende zwölfmal. In der Saison 2019/20 kam er bis zum COVID-bedingten Saisonabbruch zu 18 Einsätzen. In der Saison 2020/21 spielte er 34 Mal.
Zur Saison 2021/22 zog Suslow weiter innerhalb der FNL zum FK Fakel Woronesch. Für Woronesch absolvierte er bis Saisonende 19 Partien, mit Fakel stieg er zu Saisonende in die Premjer-Liga auf. Im Juli 2022 gab er dann gegen den FK Krasnodar sein Debüt im Oberhaus. Bis Saisonende kam er zu 23 Einsätzen in der Premjer-Liga. In der Saison 2023/24 absolvierte er elf Spiele im Oberhaus.
Zur Saison 2024/25 wechselte er zu Zweitligist FK Sotschi.